# Selezione ecologica
La selezione ecologica (o selezione ambientale) è quel meccanismo evolutivo operante sugli organismi viventi che non comprende la selezione sessuale, pertanto prende anche il nome di selezione asessuale.

## Pressioni selettive

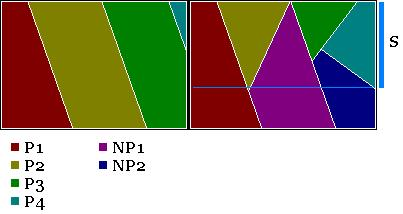
Rappresentazione schematica della variazione nel numero e nella dimensione delle popolazioni sotto effetto della riproduzione differenziale dovuta a pressione selettiva P1 popolazione uno P2 popolazione due P3 Popolazione tre P4 Popolazione quattro NP1 nuova popolazione uno NP2 nuova popolazione due S pressione selettiva.
Nel diagramma di sinistra sono presenti quattro popolazioni in assenza di pressione selettiva, seguendo il diagramma dall'alto verso il basso le popolazioni risultano stabili, non compaiono differenze: nel numero, nella distribuzione e nella frequenza degli individui della popolazione, non è permessa la comparsa di nuove popolazioni;
Nel diagramma di destra la presenza di una pressione selettiva S porta ad una variazione delle popolazioni, sotto tale pressione le popolazioni P2 e P3 si estinguono (in quanto sfavorite), la popolazione P4 si espande per tutta la durata della pressione per poi contrarsi al termine della stessa (in quanto favorita dall'agente selezionante), l'estinzione di due popolazioni permette l'affermazione di due nuove popolazioni NP1 ed NP2 la cui comparsa è stata permessa dalla pressione selettiva a loro favorevole e sfavorevole alle altre popolazioni, al termine dell'effetto della pressione le popolazioni tornano stabili
La popolazione P1 invece permane stabile sia per dimensione che per distribuzione (in quanto insensibile all'agente selezionante).

Ogni organismo vivente è depositario di un pool genetico, sul quale l'ambiente esercita una pressione selettiva, tale pressione opera come un setaccio, gli organismi depositari di un pool genetico meglio adatto all'ambiente si riprodurranno maggiormente, mentre quelli con un pool poco adatto all'ambiente si riprodurranno meno, ciò darà origine alla riproduzione differenziale degli organismi di una popolazione, sarà quindi l'ambiente a promuovere la maggior riproduzione e quindi l'espansione demografica di taluni individui o la minor riproduzione e quindi la contrazione di altri.
La selezione ecologica opera il suo massimo nei casi in cui vi è poca o nessuna scelta del compagno, quando tutti i tratti di una popolazione risultano ugualmente propagati a prescindere dell'accoppiamento e quando la specie è ermafrodita o a riproduzione asessuata.
Nelle specie che si riproducono sessualmente, la selezione ecologica è applicabile alle situazioni in cui le pressioni ecologiche od ambientali impediscono alla maggior parte degli organismi esponenti di un sesso di raggiungere la maturità sessuale, e in tutti quei casi in cui i normali rituali di competizione fra i membri dello stesso sesso per l'accoppiamento siano impediti.
Anche la selezione artificiale può permettere alla selezione ecologica di operare, ad esempio nei casi di matrimoni combinati, dove i genitori piuttosto che i giovani scelgono il compagno in base a fattori culturali: posizione sociale, casta, congiunzioni astrali, status economico, ecc. Oppure nel caso degli allevamenti e coltivazioni dove gli organismi vengono fatti accoppiare sulla base dei migliori caratteri espressi, al fine di ottenere una popolazione omogenea per struttura e produttività.